# キューバズツキガエル
キューバズツキガエル（Osteopilus septentrionalis）は、両生綱無尾目アマガエル科に分類されるカエル。別名キューバアマガエル。

## 分布
イギリス（ケイマン諸島）、キューバ、バハマに自然分布。アメリカ合衆国（ハワイ州、フロリダ州）、イギリス（イギリス領ヴァージン諸島）、コスタリカ等に移入。

## 形態
体長4-14cm。オスよりもメスの方が大型になる。体色は褐色、黄褐色、灰色等で個体変異が大きい。
頭部の皮膚は、頭蓋骨と癒合し硬質になっている。指先にある吸盤は大型で、鼓膜の直径よりも大きい。

## 生態
平地から山地の森林等に生息する。夜行性で、街灯に集まることもある。
食性は動物食で、昆虫類、節足動物、小型両生類、小型爬虫類、小型鳥類等を食べる。
繁殖形態は卵生で、池沼だけでなく塩分に耐性があるのか汽水域にも卵を産む。

## 人間との関係
ペットとして飼育されることもあったが、日本にはあまり輸入されていなかった。
貨物等に紛れ、カリブ海沿岸やハワイ等に移入された。大型で適応力が強く、また貪欲なため本種が移入されたフロリダ州では在来種であるカエルの個体数が減少し生態系への影響が懸念されている。日本には移入・定着していなかったが、2006年に外来生物法により特定外来生物に指定された。